# West Mamprusi District
Der West Mamprusi District ist ein Distrikt der North East Region im Norden Ghanas.

## Bevölkerung
Namensgebend für den Distrikt ist das Volk der Mamprusi.